# Juan Antonio de Acha Pellón
Juan Antonio de Acha Pellón (Santander, 1904 - 1991) fue un pintor, dibujante e ilustrador español.
Pertenecía a un grupo de pintores vanguardistas que destacó en la vida cultural del Santander de los años treinta, como Pancho Cossío, Ricardo Bernardo, Luis Quintanilla, Polo, José Luis Hidalgo, Quirós o José Hierro (posteriormente famoso como poeta).
La guerra civil española reconduce su actividad artística al cartelismo combativo en favor del bando sublevado, en el que destaca junto a Carlos Sáenz de Tejada, Jesús Olasagasti, Álvaro Delgado o José Caballero; grupo que continuó publicando en la posguerra en revistas como Vértice.
En 1941 y 1942 colaboró en la realización de algunas de las películas pioneras de la animación española, en el equipo de Fernando Morales (Un día de feria, La manzana encantada, El pelo del diablo y Una extraña aventura de Jeromín).
En 1951 participó en la I Bienal Hispanoamericana de Arte.